# Communauté de communes de Domme Villefranche-du-Périgord
Die Communauté de communes de Domme Villefranche-du-Périgord (offizielle Schreibweise: Communauté de communes de Domme-Villefranche du Périgord) ist ein französischer Gemeindeverband mit der Rechtsform einer Communauté de communes im Département Dordogne in der Region Nouvelle-Aquitaine. Sie wurde am 1. Januar 2014 gegründet und umfasst 23 Gemeinden. Der Verwaltungssitz befindet sich im Ort Saint-Martial-de-Nabirat.

## Mitgliedsgemeinden
| Gemeinde                                                 | Einwohner 1. Januar 2022 | Fläche km² | Dichte Einw./km² | Code INSEE | Postleitzahl |
| -------------------------------------------------------- | ------------------------ | ---------- | ---------------- | ---------- | ------------ |
| Besse                                                    | 153                      | 16,20      | 9                | 24039      | 24550        |
| Bouzic                                                   | 154                      | 11,76      | 13               | 24063      | 24250        |
| Campagnac-lès-Quercy                                     | 324                      | 19,67      | 16               | 24075      | 24550        |
| Castelnaud-la-Chapelle                                   | 449                      | 20,88      | 22               | 24086      | 24250        |
| Cénac-et-Saint-Julien                                    | 1.189                    | 19,87      | 60               | 24091      | 24250        |
| Daglan                                                   | 556                      | 19,96      | 28               | 24150      | 24250        |
| Domme                                                    | 901                      | 24,91      | 36               | 24152      | 24250        |
| Florimont-Gaumier                                        | 163                      | 9,05       | 18               | 24184      | 24250        |
| Groléjac                                                 | 675                      | 12,28      | 55               | 24207      | 24250        |
| Lavaur                                                   | 81                       | 9,00       | 9                | 24232      | 24550        |
| Loubejac                                                 | 256                      | 18,55      | 14               | 24245      | 24550        |
| Mazeyrolles                                              | 305                      | 29,65      | 10               | 24263      | 24550        |
| Nabirat                                                  | 350                      | 16,25      | 22               | 24300      | 24250        |
| Orliac                                                   | 45                       | 10,54      | 4                | 24313      | 24170        |
| Prats-du-Périgord                                        | 144                      | 10,99      | 13               | 24337      | 24550        |
| Saint-Aubin-de-Nabirat                                   | 157                      | 6,49       | 24               | 24375      | 24250        |
| Saint-Cernin-de-l’Herm                                   | 195                      | 16,25      | 12               | 24386      | 24550        |
| Saint-Cybranet                                           | 373                      | 10,33      | 36               | 24395      | 24250        |
| Saint-Laurent-la-Vallée                                  | 235                      | 15,07      | 16               | 24438      | 24170        |
| Saint-Martial-de-Nabirat                                 | 578                      | 15,57      | 37               | 24450      | 24250        |
| Saint-Pompont                                            | 363                      | 27,40      | 13               | 24488      | 24170        |
| Veyrines-de-Domme                                        | 235                      | 11,44      | 21               | 24575      | 24250        |
| Villefranche-du-Périgord                                 | 671                      | 24,50      | 27               | 24585      | 24550        |
| Communauté de communes de Domme Villefranche-du-Périgord | 8.552                    | 376,61     | 23               | –          | –            |